# Mozilla Foundation
Mozilla Foundation (ovvero, in italiano, Fondazione Mozilla) è una organizzazione non profit fondata per supportare e fornire l'organizzazione e la direzione del progetto open source Mozilla. L'organizzazione coordina il rilascio delle versioni dei software Mozilla, stabilisce le linee guida alla base del processo di sviluppo, mantiene l'infrastruttura base necessaria e dà lavoro a diversi programmatori pagati. Ha sede negli Stati Uniti d'America, in California.

## Storia
Venne fondata il 15 luglio 2003 in seguito alla decisione di AOL di ritirarsi dal progetto Mozilla, praticamente dismettendo la società controllata Netscape Communications Corporation e annunciando che non avrebbe più finanziato il progetto. Mozilla Foundation sostituisce essenzialmente la precedente Mozilla Organization (conosciuta come mozilla.org), che era un gruppo più ristretto e informale finanziato solo su progetto nel 1998 da Netscape in seguito alla distribuzione open source dei sorgenti di Netscape Navigator. America Online ha ostacolato le fasi iniziali della creazione della fondazione, ma la SUN (comproprietaria della Netscape) ha trasferito l'hardware e la proprietà intellettuale e occupando un team di tre persone per i primi tre mesi per aiutare la transizione del codice non ancora presente nel Open Netscape. SUN ha inoltre donato due milioni di dollari alla fondazione nel corso di due anni.

## Attività
I compiti di Mozilla Foundation sono molto più ampi di quelli che aveva Mozilla Organization, in quanto includono anche tutte le attività che precedentemente erano copyright di Netscape. Come parte di un'ampia campagna per attirare gli utenti, la fondazione ha contratto degli accordi con aziende commerciali al fine di vendere CD contenenti software e per fornire supporto tecnico telefonico. In entrambi i casi, Mozilla Foundation ha scelto le stesse aziende che già fornivano questi servizi a Netscape. La fondazione inoltre deve anche vigilare sulle sue proprietà intellettuali, definendo politiche per l'uso dei marchi e dei loghi Mozilla. Sono stati anche lanciati dei nuovi progetti di marketing.
Gli impiegati sviluppano Mozilla a tempo pieno e aiutano a coordinare le operazioni dell'organizzazione. Il comitato che guida la fondazione è conosciuto come lo "staff di mozilla.org" ed è composto sia da dipendenti della fondazione che da volontari.

## Finanziamenti
I finanziamenti per la fondazione derivano da aziende e da persone private. Oltre alla donazione iniziale di SUN di 2 milioni di dollari, Mitch Kapor ha donato 300.000 dollari alla nascita della fondazione. Il gruppo è esentato dal pagamento delle tasse in base alla legislazione statunitense sulle aziende non a scopo di lucro.

## Composizione
Il Consiglio di Amministrazione di Mozilla Foundation è composto da Mitch Kapor (Direttore generale), Mitchell Baker (Presidente), Brian Behlendorf, Brendan Eich e Christopher Blizzard.
La fondazione ha dieci impiegati: David Baron, Asa Dotzler, Brendan Eich, Ben Goodger, Chris Hofmann, Scott MacGregor, Myk Melez, Chase Phillips, David Bienvenu e Johnny Stenback (Mitchell Baker e Bart Decrem sono dipendenti della OSAF, ma parte del loro tempo è destinato a Mozilla Foundation).

## Progetti

### Progetti attualmente mantenuti
- Mozilla Firefox
- Internet Health Report (IHR)
- Common voice
- MDN Web Docs
- SeaMonkey
- Mozilla Thunderbird
- Lightning Calendar
- Firefox Facebook Container (estensione)
- Firefox Notes (estensione e app)
- Firefox Lockwise, precedentemente Lockbox (estensione e app)
- Mozilla Developer Network (MDN)
- Servo
- Gecko
- Rust (linguaggio di programmazione)
- Firefox Accounts
- Firefox per Android
- Firefox per iOS
- Mozilla Add-ons
- Firefox Price Wise
- Firefox Color
- Firefox Email Tabs
- Firefox Side View

### Progetti abbandonati
- Firefox OS
- Mozilla Persona
- Mozilla Thimble
- Firefox Test Pilot
- Mozilla Sunbird
- Firefox Send
- Firefox Marketplace